# NGC 1858
NGC 1858 (другое обозначение — ESO 56-SC74) — рассеянное скопление с эмиссионной туманностью в созвездии Золотой Рыбы, расположенное в Большом Магеллановом Облаке. Открыто Джеймсом Данлопом в 1826 году. Описание Дрейера: «яркий, крупный объект неправильной формы, имеет два ядра, представляет собой скопление с туманностью».
Находится в перемычке Большого Магелланова Облака. Возраст скопления составляет 8—10 миллионов лет, при этом звездообразование ещё не завершилось, так как в скоплении наблюдается как минимум одна протозвезда. Одна из звёздных популяций в находящемся поблизости NGC 1850 имеет такой же возраст, что свидетельствует о том, что, возможно, процессы звездообразования в этих скоплениях были запущены одним и тем же событием. Избыток цвета B−V из-за межзвёздного покраснения составляет 0,18m.
Этот объект входит в число перечисленных в оригинальной редакции «Нового общего каталога».